# Markivka, Teplîk
Markivka (în ucraineană Марківка) este un sat în comuna Stepanivka din raionul Teplîk, regiunea Vinnița, Ucraina.

## Demografie
Componența lingvistică a localității Markivka
     Ucraineană (99,16%)
     Alte limbi (0,21%)
Conform recensământului din 2001, majoritatea populației localității Markivka era vorbitoare de ucraineană (99,16%), existând în minoritate și vorbitori de alte limbi.